# Chaperia familiaris
Chaperia familiaris är en mossdjursart som beskrevs av Hayward och Cook 1983. Chaperia familiaris ingår i släktet Chaperia och familjen Chaperiidae. Inga underarter finns listade i Catalogue of Life.